# جيف سترونج
جيف سترونج (بالإنجليزية: Geoff Strong)‏ (19 سبتمبر 1937 في المملكة المتحدة - 17 يونيو 2013 في المملكة المتحدة) هو لاعب كرة قدم بريطاني في مركز الوسط. لعب مع كوفنتري سيتي ونادي أرسنال ونادي ليفربول وStanley United F.C. ‏.

## وصلات خارجية
- جيف سترونج على موقع الاتحاد الأوربي (الإنجليزية)
- جيف سترونج على موقع قاعدة بيانات كرة القدم.إي يو (الإنجليزية)